# Kapela sv. Ivana od Boga u Ičićima
Kapela sv. Ivana od Boga preuređena je nekadašnja obiteljska kuća supružnika Robić u Ičićima.

## Povijest
Župa u Ičićima, utemeljena 25. ožujka 1970. godine odlukom riječko-senjskog biskupa dr. Viktora Burića, posvećena je sv. Josipu, kojeg slavimo
19. ožujka i kao zaštitnika Hrvatske. Ičići nemaju župne crkve te je za bogoslužje u kući Robić uređena kapela sv. Ivana od Boga, prva u Hrvatskoj
posvećena tome svetcu kojeg slavimo 8. ožujka.
Kuću su oporukom Riječkoj nadbiskupiji kao nadarbinu ostavili supružnici Ivo i Marta Robić. Ivo Robić, glazbenik, rođen je u Garešnici 28. siječnja 1923., a umro je u Rijeci 9. ožujka 2000. Njegova supruga Marta preminula je 2. siječnja 2007. u 87. godini života. 
Mjesni Odbor Ičići potakao je postavljanje spomen-ploče Ivi Robiću, koja je otkrivena 6. ožujka 2010. uz šetnicu Lungomare blizu ulaza u marinu.
Župa sv. Josipa u Ičićima nastala je razgraničenjem župe sv. Marka, odnosno veprinačke kapelanije Poljane. Prvotno je kapelica sv. Josipa, uređena u prizemlju iznajmljene privatne kuće Maksa Sodnika, bila središte vjerskoga okupljanja. U dvorištu je bio podignut zvonik izrađen od željeznih cijevi. Kapela je imala drveni
oltar nad kojim je bio postavljen kip svetca zaštitnika župe.
Nekadašnja obiteljska kuća supružnika Robić preuređena je u kapelu sv. Ivana od Boga stoga što nije bila dozvoljena gradnja crkve na okućnici. Radove na uređenju kapele vodio je Đuro Puškarić, tadašnji župnik u Ičićima, a blagoslovio ju je 16. studenoga 2003. godine, riječki nadbiskup i metropolita Ivan Devčić. U
proslavi je sudjelovalo i osam redovnika Bolničkog reda Milosrdne braće sv. Ivana od Boga iz Graza, koji su sa sobom donijeti relikvije svetca.
Oltarnu sliku naslikao je Franjo Ferenčak, akademski slikar iz Vrbovskog, a u dvorištu pred zgradom postavljen je tri metra visoki križ.

## Vanjske poveznice
- Sv. Ivan od Boga[neaktivna poveznica]